# Marjorie Finlay
Marjorie Moehlenkamp Finlay (Memphis, Tennessee, 5 de outubro de 1928 – Reading, Pensilvânia, 1 de junho de 2003) foi uma cantora de ópera espanhola e apresentadora de TV. Uma soprano coloratura, ela se apresentou concertos, ópera e canto no Supper Club. Depois de vencer um concurso de talentos em 1950, Finlay fez uma turnê no programa da rádio ABC, "Music With the Girls". Mais tarde, ela teve seu próprio programa de televisão, El Show Pan-Americano em Porto Rico.

## Infância e educação
Marjorie nasceu em 5 de outubro de 1928, em Memphis, Tennessee, filha de Elmer Henry Moehlenkamp de St. Charles, Missouri, e Cora Lee Morrow do Arkansas. Ela foi criada em St. Charles e se formou em música pela Lindenwood College, onde teve aulas com a professora Pearl Walker. Em 1948, Moehlenkamp se apresentou na Mexico Senior High School como solista no Lindenwood Vesper Choir. Ela concluiu seu bacharelado em música pelo Lindenwood College em 1949. Moehlenkamp foi mebro da Mu Phi Epsilon, uma fraternidade profissional de música. Ela também frequentou o Berkshire Music Center em Tanglewood, Massachusetts.
Três de seus bisavós paternos eram imigrantes da Alemanha.

## Carreira

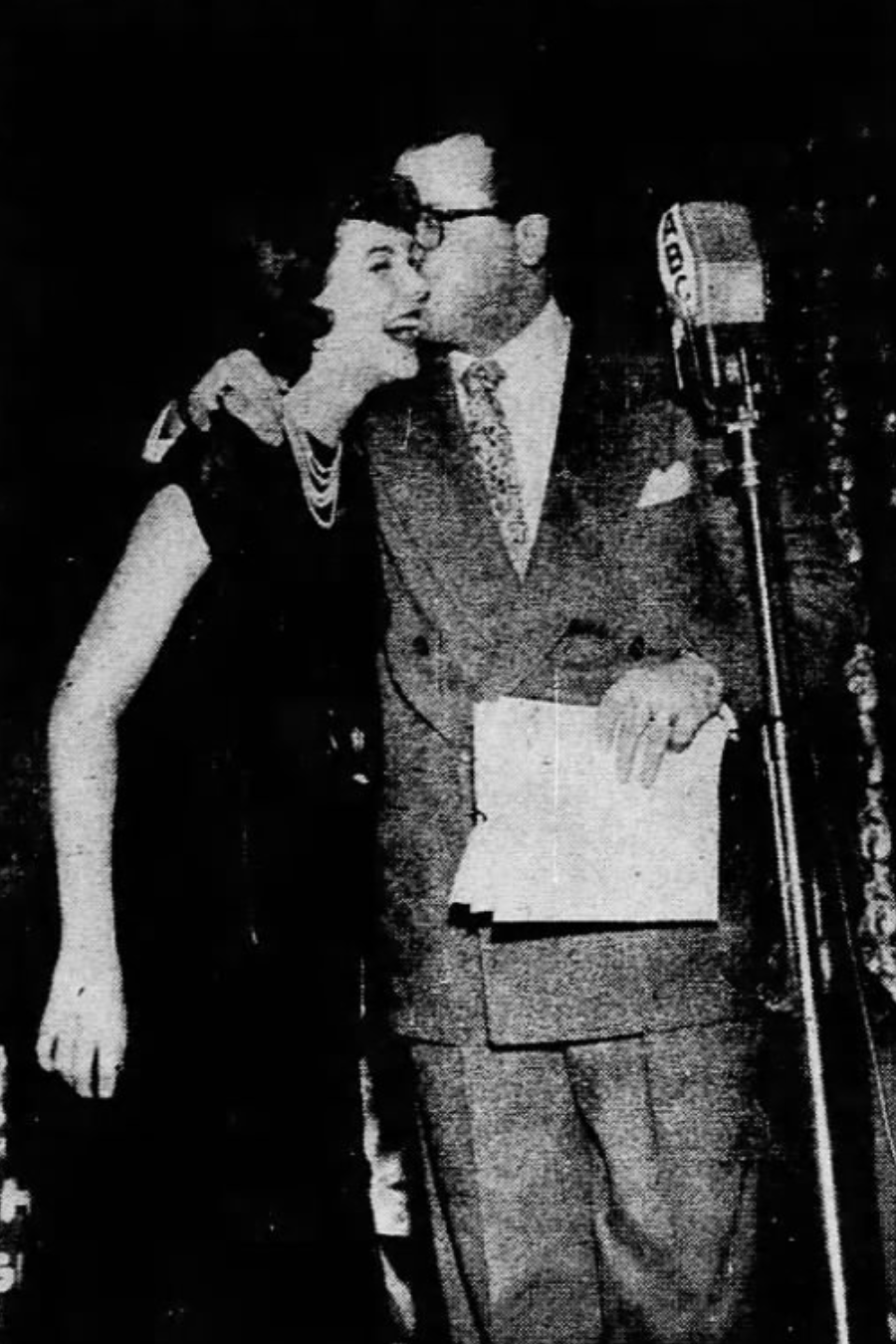
Moehlenkamp em fevereiro de 1950, após vencer o concurso de talentos ABC Music With the Girls.

Em 1950, Moehlenkamp trabalhava como recepcionista no Banco Nacional dos Barqueiros em St. Louis quando ganhou um concurso de talentos no programa da rede de rádio ABC, Music With the Girls. Finlay saiu em turnê com o show por 15 meses e durante o verão de 1951 continuou seus estudos musicais em Massachusetts e Nova York, a conselho do músico Edwin McArthur.
Depois de se casar com seu marido Robert, cujo trabalho o levou a Havana, Porto Rico, depois a Caracas e de volta a Porto Rico, Marjorie cantou com orquestras sinfônicas e em óperas em cada cidade. Em San Juan, Finlay tinha seu próprio programa de televisão, chamado "El Show Pan-Americano" da APA-TV, um show de variedades semelhante ao Tonight Starring Jack Paar, levando Finlay a ser chamado de "Parr de Puerto Rico", seu espanhol era supostamente "ruim" o suficiente para ser engraçado para o público, seu programa de televisão foi exibido seis noites por semana durante 17 meses, além do programa ela se apresentava em concertos, óperas e clubes noturnos, incluindo uma temporada de duas semanas no Caribe Hilton Hotel. Ela também cantou com a Orquestra Sinfônica de Porto Rico, fez uma turnê pela América do Sul e lançou um álbum solo no México. Foi membro das Sociedades Pro Arte, uma organização musical cívica.
Em 1962, Finlay se apresentou com o Coro de Homens e Meninos da Catedral da Igreja de Cristo e a Sinfônica de St. Louis em seu terceiro concerto pop do estação no Kiel Auditorium. Marjorie era soprano e cantou 2 árias operísticas: "Fanciulla Sbocciato d l'amore" (Puccini, "La Rondine") e a "Canção da Jóia" ("Fausto" de Gounod), além de canções pop.

## Vida pessoal
Ela se casou com Robert Finlay, presidente da Raymond Construction Company, em 22 de março de 1952 em Palm Beach, Flórida. O casal teve duas filhas, incluindo Andrea Swift.
Finlay é avó materna da cantora e compositora Taylor Swift e de seu irmão, o ator Austin Swift. Swift cita Finlay por inspirá-la a seguir uma carreira na música. Em 2020, Swift lançou a música "Marjorie" no seu nono álbum de estúdio Evermore, a canção é a faixa 13 do álbum, 13 é o número favorito de Taylor e também a idade que ela tinha quando sua avó faleceu. Swift creditou a sua avó os backing vocals que foram usados na faixa, eles foram feitos por Aaron Dessner a partir de antigos vinis encontrados por Andrea. O videoclipe da música é uma montagem de filmagens de família. “A experiência de escrever aquela música foi realmente surreal”, Swift explicou em uma entrevista com Zane Lowe para a Apple Music. “Eu estava meio destruída às vezes escrevendo isso. Eu meio que desmoronava às vezes ... Foi muito emocionante. Uma das formas de arrependimento mais difíceis de superar é o arrependimento de ser tão jovem quando perdeu alguém, de não ter a perspectiva de aprender e apreciar quem essa pessoa era plenamente. ”
“Eu abria o armário da minha avó e ela tinha lindos vestidos dos anos 60”, ela continuou. “Eu gostaria de ter perguntado a ela onde ela usava cada um deles. Coisas assim. Minha mãe vai olhar para mim tantas vezes e dizer 'Deus, você é exatamente como ela.'”

## Morte
Finlay morreu em 1º de junho de 2003, aos 74 anos em Reading, Pensilvânia.

## Prêmios e Honras
| Ano  | Título | Notas                                             | Ref          |
| ---- | --- | ------------------------------------------------- | ------------ |
| 1949 | Concurso nacional de música organizado pela revista Music News e pela Metropolitan School of Music de Chicago |                                                   | [ 17 ] [ 5 ] |
| 1950 | Concurso de talentos no programa da rede ABC Music With the Girls                                             | Vencedora                                         |              |
| 1962 | Capitão honorário da Guarda Aérea Nacional de Porto Rico                                                      | Os guardas a apelidaram de " madrina " (madrinha) |              |